# لوكا فيليبي
لوكا فيليبي (بالإيطالية: Luca Filippi)‏ مواليد 9 أغسطس 1985 في إيطاليا، هو سائق فورملا 1 إيطالي.

## سباقات شارك فيها
- بطولة العالم للكارتينغ
- بطولة فورمولا 3 الإيطالية
- سلسلة إندي كار
- إنديانابوليس 500

## وصلات خارجية
- لوكا فيليبي على موقع DriverDB.com (الإنجليزية)
- لوكا فيليبي على موقع eWRC-results.com (الإنجليزية)
- الموقع الرسمي